# David Hurwitz
Pour l'auteur de livres sur la politique, voir David Horowitz.
David Hurwitz (né le 29 août 1961) est un écrivain sur la musique classique, critique de disques et percussionniste. Il naît à Wilmington, dans le Delaware et grandit dans le Connecticut. Il est diplômé en histoire moderne à l'Université Johns-Hopkins et l'Université Stanford. Il a étudié le piano, la clarinette, l'alto et les percussions.

## Critique
Hurwitz a écrit des revues à propos de musique classique pour les High Fidelity, Fanfare, Amazon.com, et le site web Classics Today (il en est le fondateur et l'éditeur exclusif). Hurwitz a écrit plusieurs ouvrages destinés à familiariser l'auditeur avec de la musique classique, notamment un consacré à Beethoven : Beethoven or Bust: A Practical Guide to Understanding and Listening to Great Music.  Il a également écrit pour la collection « Unlocking the Masters » (découvrir les Maîtres) chez Amadeus Press, qui comprend des livres sur un compositeur en particulier, tels :  Exploring Haydn: A Listener's Guide to Music's Boldest Innovator, ainsi que d'autre compositeurs : Antonín Dvořák, Mozart et bien d'autres ; et des livres consacrés à des œuvres en particulier (« Owner's Manuals »), comme les symphonies de Mahler, Chostakovitch et Sibelius.
Parmi ses plus récentes publications, on trouve des études consacrées aux cinquième et sixième symphonies de Beethoven, les symphonies de Brahms, la musique pour orchestre de Leonard Bernstein, Richard Strauss et C.P.E. Bach.
Dans son article musicologique, intitulé : « So Klingt Wien: Conductors, Orchestras, and Vibrato in the 19th and Early 20th Century » publié dans Music and Letters de février 2012, Hurwitz apporte des preuves importantes comme des traités d'époque et d'autres sources en opposition avec les arguments du musicologue Clive Brown, du chef d'orchestre Roger Norrington, et autres orchestres à cordes, qui appliquent le vibrato seulement comme un ornement, et non comme une sonorité – affirmant que, durant la période en question, la sonorité de l'orchestre à cordes était « droite » ou exempte de vibrato – ; Hurwitz avance au contraire que le vibrato continu était déjà typique. D'autres articles scientifiques, dont une étude des transcriptions d'orgue du XIXe siècle des œuvres orchestrales publiés dans le Nineteenth Century-Music Review développe plus largement cette théorie. Le sujet reste controversé chez les musicologues.
Hurwitz est installé à Brooklyn, New York,.

## Œuvres
- (en) Beethoven Or Bust : A Practical Guide to Understanding and Listening to Great Music, New York, Anchor Books, 1992, 230 p. (ISBN 0-385-42054-4)
- (en) The Mahler symphonies : an owner's manual (Volume 2 of the "Unlocking the masters" series), Pompton Plains, NJ, Hal Leonard Corporation, 2004, 194 p. (ISBN 1-57467-099-9, lire en ligne)
- (en) Getting the most out of Mozart : the instrumental works (Volume 3 of the "Unlocking the masters" series), Pompton Plains, NJ, Hal Leonard Corporation, 2005, 185 p. (ISBN 1-57467-096-4, lire en ligne)
- (en) Getting the most out of Mozart : the vocal works (Volume 4 of the "Unlocking the masters" series), Pompton Plains, NJ, Hal Leonard Corporation, 2005, 210 p. (ISBN 1-57467-106-5, lire en ligne)
- (en) Dvořák : romantic music's most versatile genius (Volume 5 of the "Unlocking the masters" series), Pompton Plains, NJ, Hal Leonard Corporation, 2005, 180 p. (ISBN 1-57467-107-3, lire en ligne)
- (en) Exploring Haydn : a listener's guide to music's boldest innovator (Volume 6 of the "Unlocking the masters" series), Pompton Plains, NJ, Hal Leonard Corporation, 2005, 200 p. (ISBN 1-57467-116-2, lire en ligne)
- (en) Shostakovich symphonies and concertos : an owner's manual (Volume 9 of the "Unlocking the masters" series), Pompton Plains, NJ, Hal Leonard Corporation, 2006, 222 p. (ISBN 1-57467-131-6, lire en ligne)
- (en) Sibelius : the orchestral works : an owner's manual (Volume 12 of the "Unlocking the masters" series), Pompton Plains, NJ, Hal Leonard Corporation, 2007, 222 p. (ISBN 978-1-57467-131-5 et 1-57467-131-6, lire en ligne)
- (en) David Hurwitz, Beethoven's Fifth and Seventh symphonies : a closer look, New York, Continuum, 2008, 144 p. (ISBN 978-0-8264-2944-5 et 0-8264-2944-0)
- (en) Brahms' symphonies : a closer look, New York, Continuum, 2009, 150 p. (ISBN 978-0-8264-3164-6 et 0-8264-3164-X)
- (en) Bernstein's Orchestral Music : An Owner's Manual, Montclair, NJ, Hal Leonard Corporation, 2011, 131 p. (ISBN 978-1-57467-193-3)
- (en) Richard Strauss : An Owner's Manual, Montclair, NJ, Hal Leonard Corporation, 2014, 186 p. (ISBN 978-1-57467-442-2, lire en ligne)